# 吐峪沟乡
吐峪沟乡，是中华人民共和国新疆维吾尔自治区吐鲁番市鄯善县下辖的一个乡。
其地古称丁谷。回鹘语音名为Tïyoq，由回鹘语转换回汉语，又有土域沟、土玉沟等汉译名。今为吐峪沟乡:33。

## 行政区划
吐峪沟乡下辖以下地区：
苏巴什村、吐峪沟村、洋海村、火焰山村、麻增坎村、潘碱坎村和泽日甫村。

## 中国传统村落
2012年，麻扎村被评为首批“中国传统村落”。